# Dirk van Holland (bisschop)
Dirk van Holland (gestorven in Pavia, 28 augustus 1197) was bisschop van Utrecht in 1197. 
Dirk van Holland was een zoon van graaf Dirk VI van Holland en Sofia van Bentheim en daarmee een broer van graaf Floris III en bisschop Boudewijn II.
Dirk werd in 1196 domproost in Utrecht. Na de dood van zijn broer werd hij door de Hollandse partij als kandidaat voor de Utrechtse zetel naar voren geschoven, hierin gesteund door keizer Hendrik VI. Gelre kwam met Arnold van Isenburg, gesteund door de paus en de aartsbisschop van Keulen. Hierdoor ontstond een impasse, waarin Dirk als bisschop van het Nedersticht werd erkend, en Arnold van Isenburg als bisschop van het Oversticht.
Beide kandidaten reisden daarop naar Rome, waar Arnold in 1196 door paus Innocentius III tot bisschop van Utrecht werd gewijd. Snel daarna overleed hij en Dirk I werd alsnog geconsacreerd. Hij overleed op de terugweg van Rome naar Utrecht te Pavia.